# Talang Jambu
Talang Jambu is een bestuurslaag in het regentschap Bengkulu Utara van de provincie Bengkulu, Indonesië. Talang Jambu telt 605 inwoners (volkstelling 2010).